# Svenska Akademiens språklära
SAS, Svenska Akademiens språklära är en mindre och lättillgängligare grammatik avsedd för en större läsekrets. SAS är huvudsakligen en deskriptiv grammatik men med rekommendationer om vad som är vårdad svenska i fall där flera alternativ finnes. SAS är till omfånget en tiondel av Svenska Akademiens grammatik och framställningen är förenklad och mindre detaljerad.
Svenska Akademiens språklära skrevs av Tor G. Hultman och utgavs 2003.